# Наумчак, Андрей Никифорович
Андрей Никифорович Наумчак (1855 — ?) — член II Государственной думы от Подольской губернии, крестьянин.

## Биография
Православный, крестьянин села Филиополя Литинского уезда. Грамотный. Занимался земледелием (4½ десятины).
В феврале 1907 года был избран во II Государственную думу от Подольской губернии. Входил в Трудовую группу и фракцию Крестьянского союза, а также в Украинскую громаду.
Судьба после роспуска II Думы неизвестна.